# Trithemis arteriosa
A Trithemis arteriosa a rovarok (Insecta) osztályának szitakötők (Odonata) rendjébe, ezen belül az egyenlőtlen szárnyú szitakötők (Anisoptera) alrendjébe és a laposhasú acsák (Libellulidae) családjába tartozó faj.

## Előfordulása
A Trithemis arteriosa honos Afrika nagyobbik részén, azaz a következő országokban: Algéria, Angola, Benin, Botswana, Burkina Faso, Comore-szigetek, Csád, Dél-afrikai Köztársaság, Egyenlítői-Guinea, Egyiptom, Elefántcsontpart, Etiópia, Gabon, Gambia, Ghána, Guinea, Kamerun, Kenya, Közép-afrikai Köztársaság, Libéria, Líbia, Madagaszkár, Malawi, Mali, Marokkó, Mauritánia, Mozambik, Namíbia, Niger, Nigéria, Sierra Leone, Szomália, Szudán, Tanzánia, Togo, Uganda, Zambia és Zimbabwe. Eme országok közül Kenyában, Malawiban, Tanzániában és Ugandában közönségesnek számít. Burundiban előfordulása nem bizonyított. Ez a szitakötő még megtalálható Dél-Európában és a Közel-Keleten is.

## Megjelenése
A hím imágó élénkvörös színű, torának elülső része lilás árnyalatú. Az összetett szeme is élénkvörös, míg a szájszervének alsó fele élénksárga, egy sötétbarna csíkkal a közepén. A vörös potrohát fekete csíkok vannak. Az átlátszó szárnyain igen vékony vörös erek és más narancssárga foltok láthatók. A szárnyjegyei 2,3-2,4 milliméter hosszúak és sötétbarnák. A nőstény nagyon hasonlít a hímre, azonban a potroha és a pofája sárgák vagy sárgásbarnák.

## Életmódja
A trópusi és a meleg mérsékelt övben az esőerdők kivételével megtalálható minden olyan élőhelyen, ahol van legalább egy kevés álló vagy lassan folyó víz.

### Fordítás
- Ez a szócikk részben vagy egészben  a   Trithemis arteriosa című angol Wikipédia-szócikk ezen változatának fordításán alapul.  Az eredeti cikk szerkesztőit annak laptörténete sorolja fel. Ez a jelzés csupán a megfogalmazás eredetét és a szerzői jogokat jelzi, nem szolgál a cikkben szereplő információk forrásmegjelöléseként.